# Onitis intermedius
Onitis intermedius là một loài bọ cánh cứng trong họ Bọ hung (Scarabaeidae).